# 劉洵 (清朝)
劉洵（？—？），陝西人，清朝政治人物。

## 生平
生員出身。1738年（乾隆3年）奉旨於台灣擔任台灣諸羅縣笨港縣丞。管轄約今北港一帶區域。